# Ancsel Éva

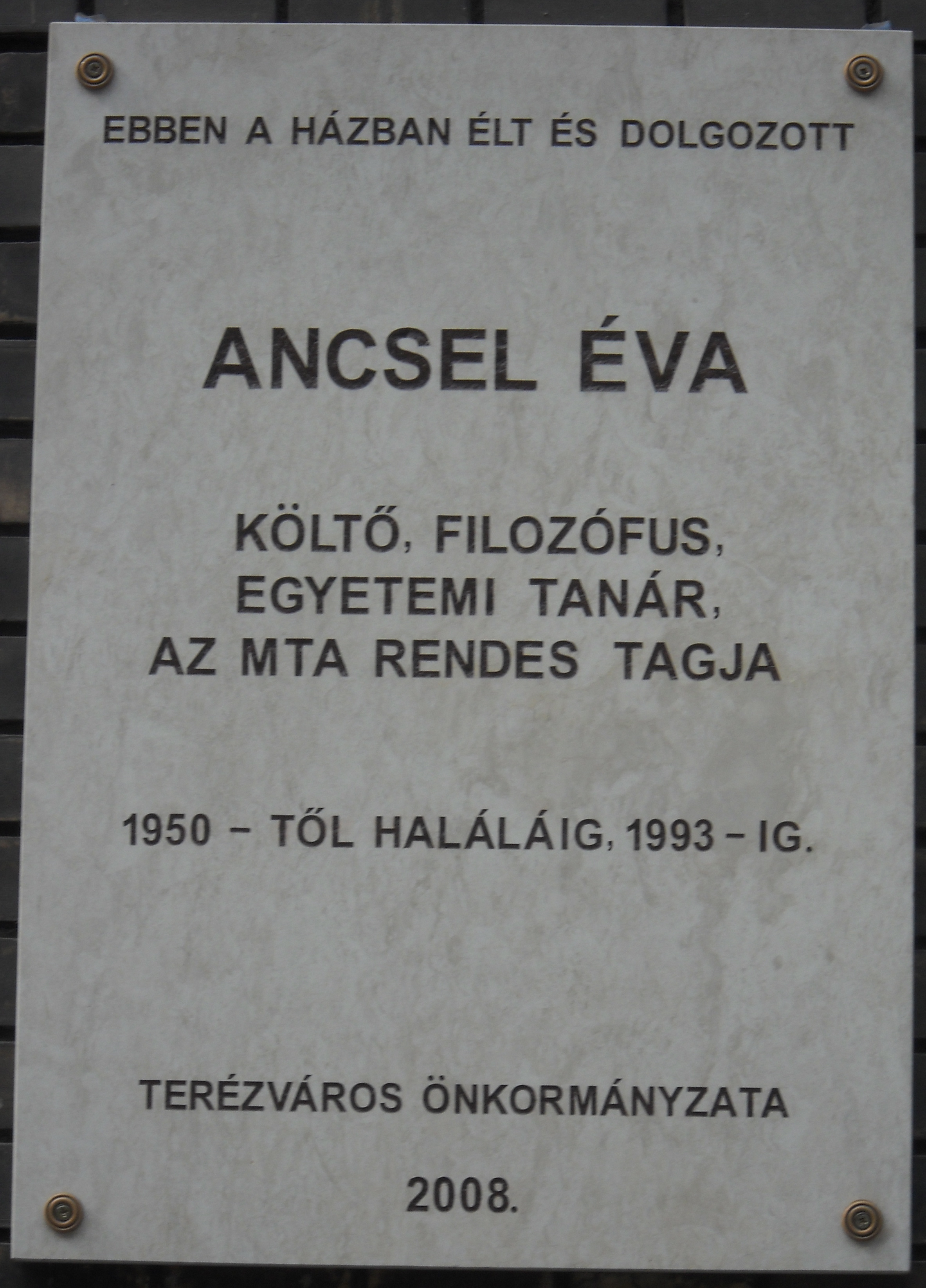
Ancsel Éva emléktáblája egykori lakhelyén, a Benczúr utca 12. szám alatt

Ancsel Éva (Budapest, 1927. május 23. – Budapest, 1993. május 1.) állami díjas magyar filozófus, költő, esszéíró, egyetemi tanár, a Magyar Tudományos Akadémia tagja.

## Életpályája
1945–1950 között az ELTE filozófia–társadalomtudomány–lélektan szakán tanult. 1950-től közgazdasági technikumokban, 1960-tól tanítóképző intézetben, 1968-tól a Gyógypedagógiai Tanárképző Főiskolán tanított. 1970-től az ELTE Bölcsészettudományi Kar (ELTE-BTK) Filozófia Tanszékének adjunktusa, 1974-től docense, 1978-tól egyetemi tanára volt. 1985-től a Magyar Tudományos Akadémia levelező, majd 1990-től rendes tagja.
Sírja Budapesten, a Farkasréti temetőben található.

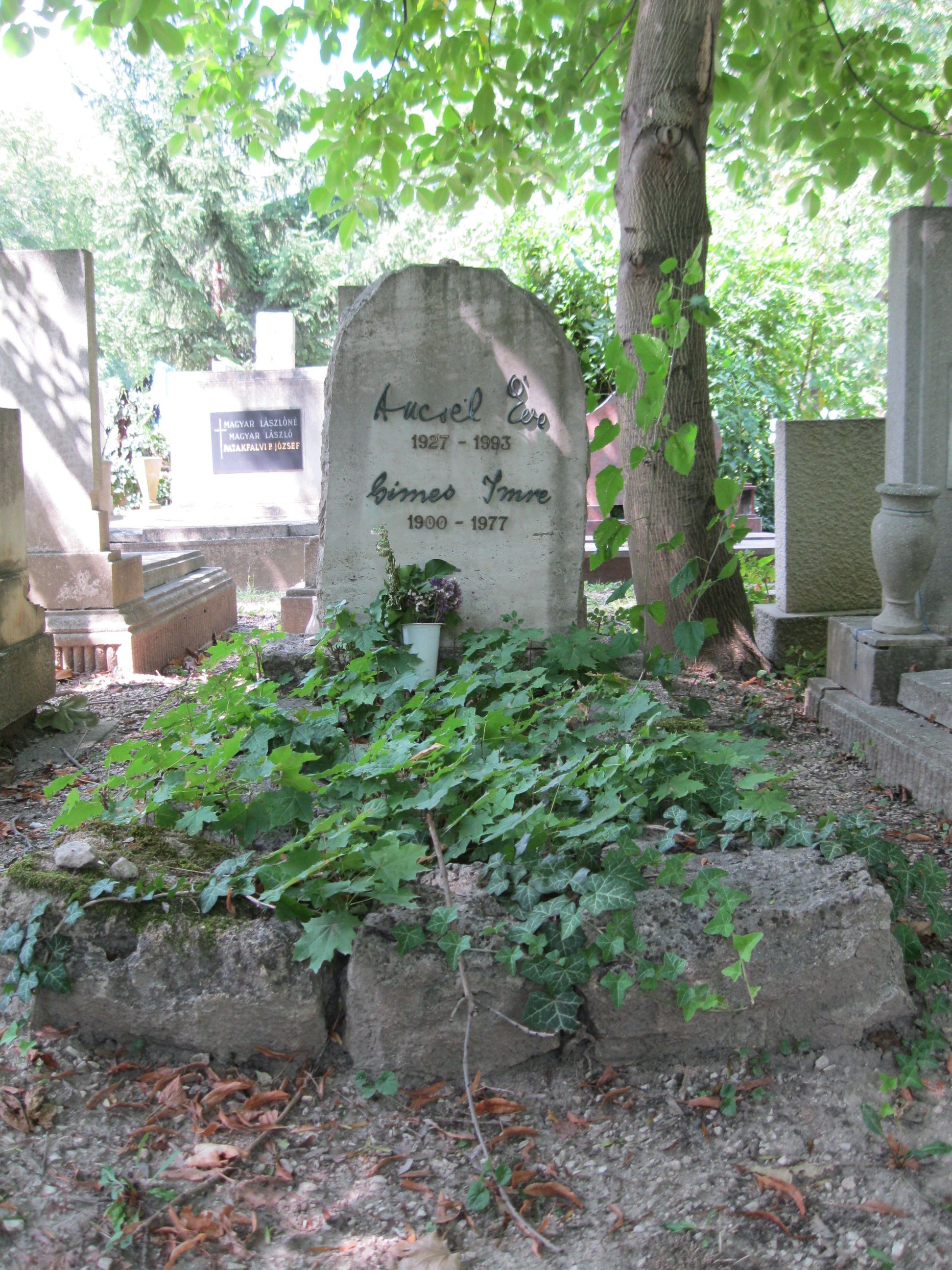
Ancsel Éva és Gimes Imre író sírja Budapesten a Farkasréti temetőben

### Munkássága
Első versei 1957-ben jelentek meg. Műveiben az etika és a történelemfilozófia érintkezési pontjait kutatta, illetve egy filozófiai antropológia kimunkálásán dolgozott. Esztétikai és történelemfilozófiai munkássága mellett fontosak etikai tanulmányai, amelyek oktatók nemzedékeinek gondolkodását befolyásolták. Fontos szerepe volt a középiskolai filozófiaoktatás létrejöttében és az általános filozófiai műveltség elterjedésében.

## Megjelent művei
- Művészet, katarzis, nevelés. Budapest, Tankönyvkiadó, 1970
- Töredékek az emberi teljességről. (esszék) Budapest, Magvető, 1976. ISBN 963-270-351-0
- Történelem és alternatívák. A cselekvés válaszútjai. (tan.) Budapest, Kossuth, 1978. ISBN 963-09-1139-6
- Írás az éthoszról. (tanulmányok) Budapest, Kossuth, 1981. ISBN 963-09-1803-X
- Polémia a történelemmel. Esszé Walter Benjaminról, Budapest, Kossuth 1982. ISBN 963-09-2126-X
- Három tanulmány [tart.: A szabadság dilemmái, A megrendült öntudat mítoszai, Írás az éthoszról], 1983;
- Éthosz és történelem. Budapest, Kossuth, 1984. ISBN 963-09-2486-2
- A tudás éthoszáról : a tudás etikai feltételei : akadémiai székfoglaló, 1985. december 5. Budapest, Akadémiai, 1986
- Etikai tanulmány a tudásról és a nem-tudásról. Budapest, Kossuth, 1986. ISBN 963-09-3000-5
- Százkilencvennégy bekezdés az emberről. (aforizmák) Budapest, Kossuth, 1987. ISBN 963-09-3189-3
- Száznyolcvankét új bekezdés az emberről. (aforizmák) Budapest, Interart, 1989. ISBN 963-01-9981-5
- Az aszimmetrikus ember. Budapest, Kossuth, 1989. ISBN 963-09-3341-1
- Bekezdések az emberről, 1987–1991. (esszék) Budapest, Hibiszkusz, 1991. ISBN 963-7529-01-2
- Lélek, idő, emlékezés.Budapest, T-Twins, 1992. ISBN 963-7977-23-6 (a könyvön hibás ISBN szerepel: 963-7577-23-6)
- Ancsel Éva utolsó bekezdései 1993. Budapest, Pesti Műsor Lap- és Kvk., 1993. ISBN 963-7529-04-7
- Az ember mértékhiánya (Akadémiai székfoglaló – 1991. február 28.) Budapest, Akadémiai, 1993. ISBN 963-05-6533-1
- Az élet mint ismeretlen történet. Budapest, Atlantisz Könyvkiadó, 1995 (Kísértések). ISBN 963-7978-46-1
- Ancsel Éva összes bekezdése; Kossuth, Budapest, 1999
- Bekezdések életemről. Beszélgetések Ancsel Évával; szerk., jegyz. Gimes Katalin; Magvető, Budapest, 2024 (Tények és tanúk)

## Díjai
- A Munka Érdemrend ezüst fokozata (1977)
- A Magyar Népköztársaság Állami Díja (1983) – Több évtizedes kiemelkedő pedagógiai és filozófiai munkásságáért, az utóbbi években publikált magas színvonalú esszéköteteiért.
- SZOT-díj (1986)